# Claude Bernard
Claude Bernard (Saint-Julien, 12 de julho de 1813 — Paris, 10 de fevereiro de 1878) foi um médico e fisiologista francês.
Considerado o fundador da medicina experimental, deu seu nome principalmente à síndrome de Claude Bernard-Horner. Devemos a ele as noções de ambiente interior e homeostase, fundamentos da fisiologia moderna.

## Biografia
Depois de estudar farmácia, tem êxito no teatro como dramaturgo, mas reorienta os seus estudos para a medicina. Licencia-se em 1843. Dedicou a sua carreira à fisiologia, e foi professor no Collège de France, na Sorbonne primeiro, e depois no Museu Nacional de História Natural.
Estudou a homeostasia (constância do meio interior) por volta de 1860. Em 1865, escreveu sua memorável obra Introduction à l’étude de la médicine experimentale (Introdução ao estudo da medicina experimental).
Foi eleito para a Academia Francesa em 1868 (ocupando a Cadeira 29) e recebeu a Medalha Copley de 1876.

## Trabalhos

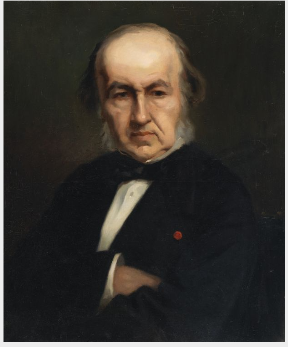
Retrato de Marcel Mangin

O objetivo de Claude Bernard, como afirmou em suas próprias palavras, era estabelecer o uso do método científico na medicina. Ele rejeitou vários equívocos anteriores, questionou presunções comuns e confiou na experimentação.
O primeiro trabalho importante de Claude Bernard foi sobre as funções do pâncreas, cujo suco ele provou ser de grande importância no processo de digestão; essa conquista lhe rendeu o prêmio de fisiologia experimental da Academia Francesa de Ciências.
Uma segunda investigação - talvez a mais famosa - foi sobre a função glicogênica do fígado; no decorrer de seu estudo, ele foi levado à conclusão, que lança luz sobre a causa do diabetes mellitus, que o fígado, além de secretar bile, é a sede de uma secreção interna, pela qual prepara o açúcar em o custo dos elementos do sangue que passam por ele.
Uma terceira pesquisa resultou na descoberta do sistema vasomotor. Em 1851, ao examinar os efeitos produzidos na temperatura de várias partes do corpo por seção do nervo ou nervos pertencentes a elas, ele notou que a divisão do nervo simpático cervical deu origem a uma circulação mais ativa e a uma pulsação mais forte das artérias. em certas partes da cabeça, e alguns meses depois, ele observou que a excitação elétrica da parte superior do nervo dividido tinha o efeito contrário. Desta forma, ele estabeleceu a existência de nervos vasodilatadores e vasoconstritores.
O estudo da ação fisiológica dos venenos também era de grande interesse para ele, sua atenção sendo dedicada em particular ao curare e ao gás monóxido de carbono. Bernard é amplamente creditado como a primeira descrição da afinidade do monóxido de carbono pela hemoglobina em 1857, embora James Watt tenha chegado a conclusões semelhantes sobre a afinidade do hidrocarbonato pelo sangue agindo como "um antídoto para o oxigênio" em 1794, antes das descobertas do monóxido de carbono e hemoglobina.

### Milieu intérieur
Milieu intérieur é o conceito-chave ao qual Bernard está associado. Ele escreveu: "A estabilidade do ambiente interno [o milieu intérieur] é a condição para a vida livre e independente". Este é o princípio subjacente do que mais tarde seria chamado de homeostase, um termo cunhado por Walter Cannon. Ele também explicou que:
O corpo vivo, embora precise do ambiente circundante, é relativamente independente dele. Esta independência que o organismo tem do seu meio externo, decorre do fato de que no vivente os tecidos são de fato retirados das influências externas diretas e protegidos por um verdadeiro meio interno que é constituído, em particular, pelos fluidos circulantes. no corpo.
A constância do meio interno é a condição para a vida livre e independente: o mecanismo que o torna possível é aquele que garantiu a manutenção, no meio interno, de todas as condições necessárias à vida dos elementos.

A constância do ambiente pressupõe uma perfeição do organismo de tal forma que as variações externas são compensadas e equilibradas a cada instante. Em consequência, longe de ser indiferente ao mundo externo, o animal superior está, ao contrário, em estreita e sábia relação com ele, de modo que seu equilíbrio resulta de uma compensação contínua e delicada estabelecida como se fosse o mais sensível dos equilíbrios. 

### Vivissecção
As descobertas científicas de Bernard foram feitas por meio da vivissecção, da qual ele era o principal proponente na Europa na época. Ele escreveu:
O fisiologista não é um homem comum. Ele é um homem culto, um homem possuído e absorvido por uma ideia científica. Ele não ouve os gritos de dor dos animais. Ele está cego para o sangue que flui. Ele não vê nada além de sua ideia e organismos que lhe escondem os segredos que está decidido a descobrir.
Bernard praticava vivissecção, para desgosto de sua esposa e filhas, que haviam voltado para casa ao descobrir que ele havia vivisseccionado seu cachorro. O casal se separou oficialmente em 1869 e sua esposa passou a fazer uma campanha ativa contra a prática da vivissecção.
Sua esposa e filhas não foram as únicas a ficarem enojadas com os experimentos com animais de Bernard. O médico-cientista George Hoggan passou quatro meses observando e trabalhando no laboratório de Bernard e foi um dos poucos autores contemporâneos a narrar o que acontecia lá. Posteriormente, ele foi levado a escrever que suas experiências no laboratório de Bernard o haviam deixado "preparado para ver não apenas a ciência, mas até a humanidade, perecer, em vez de recorrer a tais meios para salvá-la".

## Filosofia da ciência
Claude Bernard também é conhecido como filósofo da ciência e epistemólogo.
É considerado um dos principais fundadores da abordagem experimental hipotético-dedutiva, muitas vezes formalizada (e por vezes enrijecida) no ensino pela "OHERIC" para: Observação - Hipótese - Experiência - Resultado - Interpretação - Conclusão. Além disso, é uma abordagem truncada em comparação com a apresentada na Medicina Experimental. Estão faltando duas etapas básicas:
- Não podemos dar uma hipótese sem ter proposto o problema a ser resolvido, pois uma hipótese é uma resposta possível a uma questão levantada por uma observação;
- O experimento testa a consequência verificável da hipótese.

## Obras e Publicações
Dentre tantas publicações e comunicações, suas principais obras são (em francês):
- Introduction à l’étude de la médecine expérimentale,1865. OCLC 600479635 (Rééd. Champs, Flammarion, ISBN 2080811371). Texto completo em formato .html.
- Principes de médecine expérimentale, Émile Martinet editor, 1867, 160 OCLC 45998924 Texto completo em formato .pdf.
- Sa deuxième thèse de doctorat (en sciences naturelles), Recherches sur une nouvelle fonction du foie considéré comme organe producteur de matière sucrée chez l’homme et les animaux, Paris, Martinet, 1853, 97 OCLC 8856191

Seu ensino é disseminado em outros livros mais especializados:
- Leçons de physiologie expérimentale appliquée à la médecine, dois volumes, 1855-56
- Leçons sur les effets des substances toxiques et médicamenteuses, 1857, 488 OCLC 697959494
- Leçons sur la physiologie et la pathologie du système nerveux, 1858, 560 OCLC 37880051
- Leçons sur les propriétés physiologiques et les altérations pathologiques des différents liquides de l’organisme, 1859, dois volumes, OCLC 8856842
- Leçons et expériences physiologiques sur la nutrition et le développement, 1860
- Leçon sur les propriétés des tissus vivants, 1866
- Leçons de pathologie expérimentale et leçons sur les propriétés de la moelle épinière, 1872
- Définition de la vie, les théories anciennes et la science moderne, 1875, Revue des Deux Mondes T. 9, 1875.
- Leçons sur les phénomènes de la vie communs aux animaux et aux végétaux, 2 tomes, 1878

A maior parte do trabalho de Claude Bernard foi digitalizado pela Bibliothèque interuniversitaire de santé. Em particular, ele publicou no Gazette médicale, nos Comptes rendus da Société de biologie e da l’Académie des sciences, na Revue des deux Mondes, trabalhos ou artigos sobre os usos do pâncreas, sobre a função glicogênica do fígado, no grande simpático, no calor animal no coração, na vida, etc. Também devemos a ele um Relatório sobre o Progresso e Progresso da Fisiologia Geral na França (1867).